# Derivatinstrument
Derivatinstrument är ett samlingsnamn på en form av värdepapper vars värde är kopplat till värdet på en underliggande tillgång, exempelvis aktier, aktieindex, valutor, räntor eller råvaror. De vanligaste derivaten är optioner, terminer, warranter och swappar. Ett derivatinstrument har alltid två parter, och utgör alltså en form av avtal. Kännetecknande för derivatinstrument är att de är kopplade till händelser eller förutsättningar vid en specifik tidpunkt i framtiden, eller till en viss tidsperiod i framtiden. Optioner ger den ena parten rättigheten (men inte skyldigheten) att köpa eller sälja den underliggande tillgången i framtiden, medan den andra parten åtar sig skyldigheten att leva upp till avtalet i framtiden. Terminer är ett avtal om köp eller försäljning av en tillgång vid ett framtida datum. Standardiserade derivat som optioner och terminer handlas som regel på organiserade finansmarknader. Swappar liknar terminer då värdet beror på en underliggande tillgång. Dessa handlas dock över disk (OTC-handel), det vill säga, inte på en börs. Namnet derivat kommer från den engelska beteckningen derivate.

## Typer
Derivatkontrakt kan antingen vara "icke-standardiserade" eller standardiserade (handlas på derivatbörsen). I det första alternativet är parametrarna för derivat, såväl som närvaron eller frånvaron av kollateral, fritt överenskomna mellan parterna (som regel är minst en av dem en finansiell institution), utan någon standardisering av kontrakt. I det andra alternativet - börsderivat - standardiseras kontraktets parametrar av den börs där instrumenten handlas, med obligatorisk kollateral. Dessutom vid detta alternativ är börsen alltid en av parterna i förhandlingarna, börsen utgör motpart för köparen och säljaren och ansvarar för avvecklingen av alla transaktioner. Det är även möjligt att handla via CFD (Contract for Difference). CFD:er är OTC-kontrakt som erbjuder ekonomisk hävstång på motsvarande sätt som börshandlade derivat men erbjuder handel till väsentligt lägre belopp än vad som normalt erbjuds på börser. CFD:er marknadsförs främst till småsparare och spekulanter. 

### Huvudtyper
Forward är ett kontrakt enligt vilket köpare och säljare förbinder sig att i framtiden köpa eller sälja en viss mängd varor (varor eller finansiella tillgångar) till ett pris som fastställs vid tidpunkten för avtalets ingående.
Future är ett kontrakt enligt vilket köp och försäljning av en tillgång fastställs till ett givet pris på ett framtida datum.
Option är ett kontrakt som ger köpare eller säljare rätten, men inte skyldigheten, att köpa eller sälja den underliggande tillgången i framtiden (lösendagen) till ett förutbestämt pris (lösenpriset).
Swap är ett kontrakt som bestämmar betalningsströmmar mellan parterna vid olika framtida datum.

## Användning
Genom att köpa derivatinstrument får en investerare möjligheten att i framtiden eventuellt skaffa sig kontroll över betydligt större tillgångar än den ursprungliga investeringen i derivatinstrumentet. Den potentiella avkastningen för ett derivatinstrumentet är ofta högre än den potentiella avkastningen på den underliggande tillgången, men samtidigt är risken högre att investeringen förlorar i värde, eller blir värdelös.
Derivatinstrument skapar en marknad för att handla med risker, eller, annorlunda uttryckt, för att försäkra en investeringsportfölj mot kursnedgångar. Den som exempelvis befarar en nedgång på börsen kan köpa säljoptioner som ökar i värde om börsen skulle falla. Priset på optionen utgör en premie för att minska den finansiella risken på det underliggande värdepappret. Parten som ger ut optionen tjänar pengar på att ta ut en sådan premie.
Försäkringen av en värdepappersportfölj med hjälp av derivatinstrument kallas på engelska för hedge som har fått ge namn åt begreppet hedgefond, dvs fonder som utnyttjar derivatinstrument i sina placeringar. I Sverige behöver fondförvaltare särskilda tillstånd från Finansinspektionen för att handla med derivatinstrument. Vanliga aktiefonder handlar normalt inte med derivatinstrument.
De finansiella derivaten kan indelas i standardiserade och icke-standardiserade derivat. 
Handeln med standardiserade derivat sker på derivatbörser, och villkoren för olika derivat finns normerade i börsernas produktbeskrivningar. Villkoren gäller till exempel de underliggande tillgångarna och giltighetstiden.
Handeln med icke-standardiserade derivat är handel över disk och äger rum utanför de erkända börshandelsplatserna hos likviditetsgaranter.

## Handel med finansiella derivat

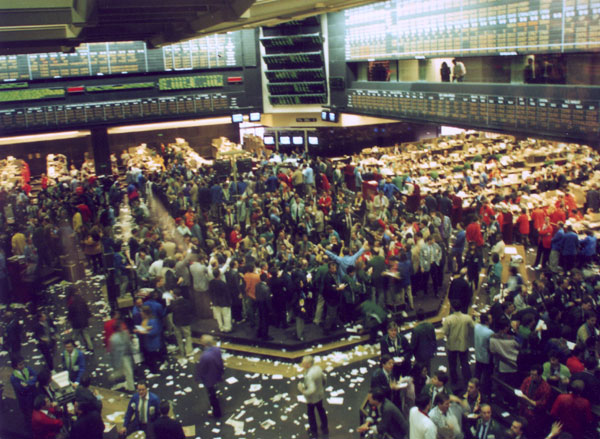
Handelsgolvet vid the Chicago Board of Trade 1993.

I USA uppstod handel med terminskontrakt (forwards) utifrån köpmännens strävan efter att det skulle finnas köpare och säljare för råvaror. I syfte att skapa en centraliserad plats för köpare och säljare för att förhandla och formalisera sådan kontrakt grundades 1848 the Chicago Board of Trade (CBOT). De första standardiserade kontrakten listades 1864. Som en avknoppning från CBOT grundades 1898 även the Chicago Butter and Egg Board, som 1919 genomgick en omorganisering och döptes om till Chicago Mercantile Exchange (CME, benämns ofta enbart "The Merc"). CBOT börsintroducerades den 19 oktober 2005, och 2007 bildades CME Group genom ett samgående mellan CBOT och CME.
Den första handeln med optioner inleddes 1973 vid the Chicago Board Options Exchange och har vuxit kraftigt i omfattning sedan dess. I Sverige startades den första marknadsplatsen för denna typ av handel 1985, på initiativ av Olof Stenhammar. I dag utgör derivatinstrument en vital del av den globala finansiella infrastrukturen. Derivatinstrument skapar möjligheter att sprida risker till de investerare som är beredda att stå för motsvarande risk. Det är därför av avgörande betydelse att information om risken är känd för de inblandade parterna. En grundläggande förutsättning för att finanssystemet skall fungera är att personen eller företaget (eller någon annan aktör på marknaden) som accepterar risken är medveten om riskens omfattning.

### Handel i Sverige
Derivatinstrument kan handlas antingen direkt mellan en köpare och en säljare, dvs. genom OTC-handel, eller via organiserade börser. På en börs är handeln i derivatinstrument standardiserad med kända förfallodagar och kontraktsstorlekar. Derivatinstrument som handlas OTC kan antingen vara standardiserade eller skräddarsydda utifrån köparens eller säljarens behov. Likviditeten är generellt sett bättre i de börshandlade derivaten. I Sverige handlas enbart OTC-derivat på räntemarknaden, oftast med standardiserade villkor. Clearingen av en del av dessa OTC-derivat görs av Stockholmsbörsen som därmed går in som motpart mellan köpare och säljare. Den aktiva handeln i derivatinstrument sker på en marknad där ett antal marknadsgaranter fastställer priser per telefon eller elektroniskt.
I likhet med övrig börshandel sker handeln med derivat via fondkommissionärer. Alla optionssäljare och terminsavtalsparter måste ställa säkerhet så att avtalen kan fullföljas oberoende av kursförändringarna.
Merparten av derivathandeln utanför börserna är valuta- och räntederivataffärer med banker som motpart.

## Terminologi inom derivathandel
- Lösendagen det datum då kontraktet förfaller. Innehavaren av optioner får välja mellan att lösa in optionen eller låta den förfalla (och bli värdelös).Om optionen inte löses in, så återfår utfärdaren av optionen eventuell marginal som har krävts av clearinghuset.
- Lösenpriset är en viktig parameter för derivatkontraktet mellan parterna. Om kontrakter kräver leverans av det underliggande instrumentet, så kommer detta ske till lösenpriset, oavsett det nuvarande spotpriset (marknadspriset) för det underliggande instrumentet vid tiden för inlösen.